# Municipio de Durham (Kansas)
El municipio de Durham (en inglés: Durham Township) es un municipio ubicado en el condado de Ottawa en el estado estadounidense de Kansas. En el año 2010 tenía una población de 21 habitantes y una densidad poblacional de 0,23 personas por km².

## Geografía
El municipio de Durham se encuentra ubicado en las coordenadas 39°11′40″N 97°25′11″O / 39.19444, -97.41972. Según la Oficina del Censo de los Estados Unidos, el municipio tiene una superficie total de 92.68 km², de la cual 92,66 km² corresponden a tierra firme y (0,02 %) 0,02 km² es agua.

## Demografía
Según el censo de 2010, había 21 personas residiendo en el municipio de Durham. La densidad de población era de 0,23 hab./km². De los 21 habitantes, el municipio de Durham estaba compuesto por el 90,48 % blancos, el 4,76 % eran asiáticos, el 4,76 % eran de otras razas. Del total de la población el 0 % eran hispanos o latinos de cualquier raza.